# Joan Martorell

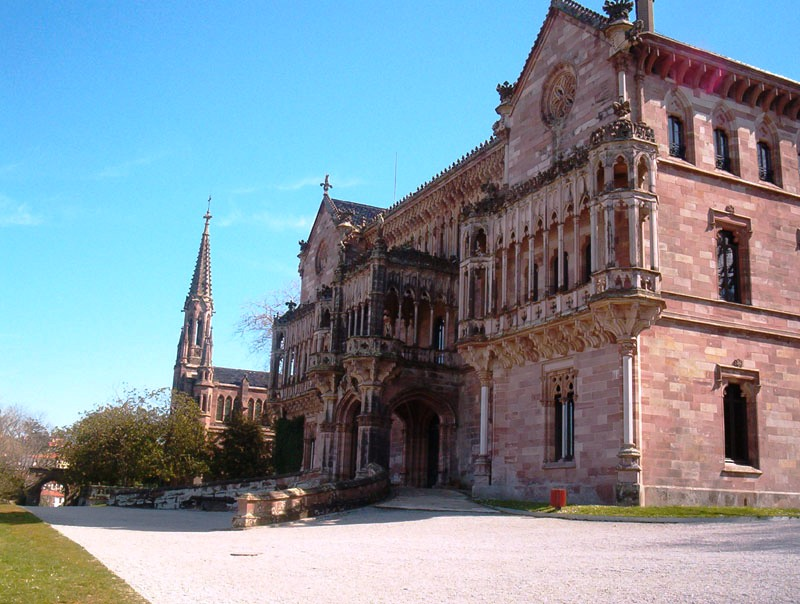
Palacio und Pantheón de Sobrellano, Comillas (1878–1881)

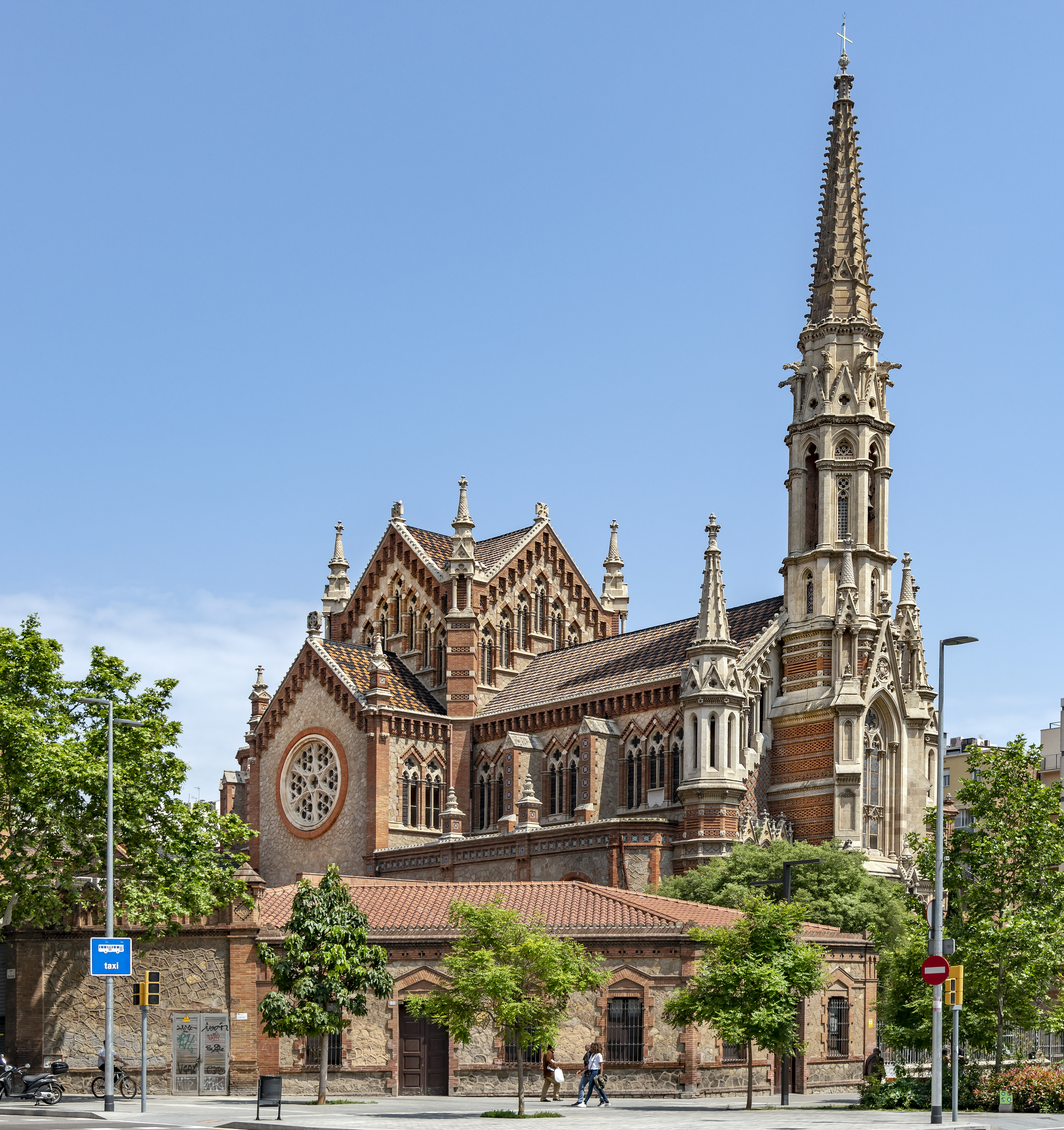
Kirche Sant Francesc de Sales (1877–1885)

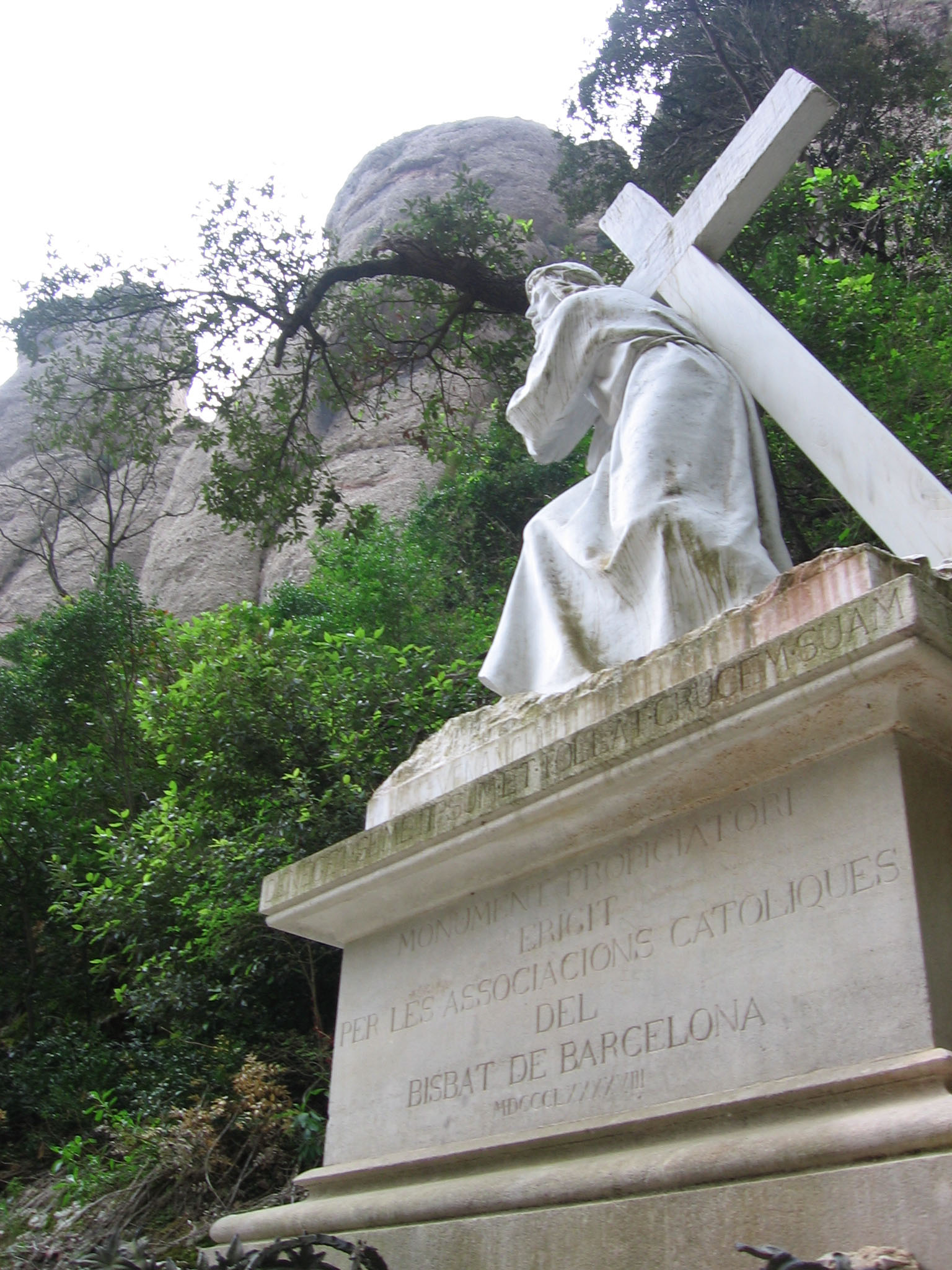
„Viertes schmerzenreiches Geheimnis“ des Rosari Monumental de Montserrat (1899) von Joan Martorell und Venanci Vallmitjana

Joan Martorell i Montells (* 1833 in Barcelona; † 5. Juli 1906 in Barcelona) war ein katalanischer Baumeister und Architekt. Er war ein Onkel des Architekten Bernardí Martorell i Puig.

## Leben
Martorell erhielt seinen Titel als Architekt im Jahr 1876 und gehört damit zum ersten Abschluss-Jahrgang der Escola de Arquitectura de Barcelona (dt.: Architektur-Schule von Barcelona). Seine Architektursprache ist dem späten Historismus zuzuordnen, vor allem der damals in Katalonien sehr beliebten Neugotik, mit starken Einflüssen der Ideen von Viollet-le-Duc. Er gilt aber bereits als ein wichtiger Wegbereiter des Modernisme – immerhin waren die zwei wichtigsten Vertreter des Modernisme, Antoni Gaudí und Lluís Domènech i Montaner, schon als Studenten Mitarbeiter in seinem Büro.
Über Martorell knüpfte Gaudí wichtige Kontakte zu späteren Auftraggebern, wie z. B. dem Marquis von Comillas. Martorell war es auch, der als Prüfarchitekt der Sagrada Família 1883 den jungen Gaudí für die Weiterführung der Arbeiten empfahl, nachdem der ursprüngliche Architekt der Kirche, Francisco de Paula del Villar y Lozano, im Streit gegangen war.
Im Jahr 1882 veröffentlichte Martorell einen vielbeachteten Gegenentwurf für die Fassade der Kathedrale von Barcelona, der allerdings nicht ausgeführt wurde. Die Zeichnungen dazu wurden von Gaudí und Domènech ausgeführt.
Martorell war einer der Initiatoren des Cercle Artístic de Sant Lluc („Künstlerkreis des Heiligen Lukas“), sowie Gründer und erster Präsident des Círculo Barcelonés de San José Obrero („Barceloneser Kreis des Heiligen Josef des Arbeiters“).

## Werke (Auswahl)
Den Großteil seiner Werke verwirklichte Martorell in Barcelona. Die wichtigsten sind:
- Altar der Kirche des Col·legi del Sagrat Cor (die Kirche stammt von Josep Casademunt i Torrents, begonnen 1856)
- Konvent und Kirche de les Adoratrius (1874–1875)
- Konvent und Kirche de les Saleses (Sant Francesc de Sales) (1882–1885)
- Restaurierung der Kirche Mare de Déu de Montsió (1882–1890)
- Schulgebäude Sant Ignasi de Loiola (1892)
- Kirche del Sagrat Cor de Jesús (1883–1889, mit Camil Oliveras i Jansana, Enric Sagnier i Villavecchia)
- Apsis und Kuppel der Basilika la Mercè
- Gebäude der Antiga Societat del Crèdit Mercantil (Bankhaus, 1896–1900)
- Restaurierung des Klosters von Pedralbes (1897)
- Gebäude der Societat de Crèdit Mercantil (1901, jährlicher Preis der Stadtregierung für das beste Haus 1901)
- Denkmal des Joan Güell (1901)
- Casa Robert, (Palau Robert) (1898–1903)
- Kirche des Col·legi RR Dominiques de l'Anunziata (1903, das Schulgebäude stammt von Josep Torres Argullol, 1875)
- Palast und Garten der Finca Güell (heute Palau Reial de Pedralbes), für die Gaudí wenig später Pförtnerhaus und Pferdestallungen schuf (Güell Pavillons)

Außerhalb Barcelonas:
- Pfarrkirche Santa Maria in Portbou
- Kirche Sant Esteve in Castellar del Vallès
- Monumentaler Rosenkranz (Rosari Monumental de Montserrat) auf dem Montserrat: viertes und fünftes freudenreiches Geheimnis, viertes schmerzenreiches und drittes glorreiches Geheimnis
- Palacio de Sobrellano in Comillas (Santander) (1878–1890)
- Panteón de Sobranello (1881, Kapelle direkt neben dem Palacio de Sobranello; die Einrichtung stammt von Gaudí)
- Seminar von Comillas (1883, fertiggestellt von Lluís Domènech i Montaner)